# James Jacoby
Pour les articles homonymes, voir Jacoby.
 (mars 2024).
La mise en forme du texte ne suit pas les recommandations de Wikipédia : il faut le « wikifier ».
Les points d'amélioration suivants sont les cas les plus fréquents :
- Les titres sont pré-formatés par le logiciel. Ils ne sont ni en capitales, ni en gras.
- Le texte ne doit pas être écrit en capitales (les noms de famille non plus), ni en gras, ni en italique, ni en « petit »…
- Le gras n'est utilisé que pour surligner le titre de l'article dans l'introduction, une seule fois.
- L'italique est rarement utilisé : mots en langue étrangère, titres d'œuvres, noms de bateaux, etc.
- Les citations ne sont pas en italique mais en corps de texte normal. Elles sont entourées par des guillemets français : « et ».
- Les listes à puces sont à éviter, des paragraphes rédigés étant largement préférés. Les tableaux sont à réserver à la présentation de données structurées (résultats, etc.).
- Les appels de note de bas de page (petits chiffres en exposant, introduits par l'outil «  Source ») sont à placer entre la fin de phrase et le point final[comme ça].
- Les liens internes (vers d'autres articles de Wikipédia) sont à choisir avec parcimonie. Créez des liens vers des articles approfondissant le sujet. Les termes génériques sans rapport avec le sujet sont à éviter, ainsi que les répétitions de liens vers un même terme.
- Les liens externes sont à placer uniquement dans une section « Liens externes », à la fin de l'article. Ces liens sont à choisir avec parcimonie suivant les règles définies. Si un lien sert de source à l'article, son insertion dans le texte est à faire par les notes de bas de page.
- La présentation des références doit suivre les conventions bibliographiques. Il est recommandé d'utiliser les modèles {{Ouvrage}}, {{Chapitre}}, {{Article}}, {{Lien web}} et/ou {{Bibliographie}}. Le mode d'édition visuel peut mettre en forme automatiquement les références.
- Insérer une infobox (cadre d'informations à droite) n'est pas obligatoire pour parachever la mise en page.

Pour une aide détaillée, merci de consulter Aide:Wikification.
Si vous pensez que ces points ont été résolus, vous pouvez retirer ce bandeau et améliorer la mise en forme d'un autre article.
James Jacoby est un journaliste, auteur et réalisateur de reportages et documentaires américain, il a notamment écrit House of Cards (2009) pour CNBC, travaillé sur plusieurs épisodes de 60 Minutes pour CBS de 2010 à 2015, écrit et réalisé Age of Easy Money (2023) pour Frontline.

## Biographie
James Jacoby est diplômé de université de Pennsylvanie.

### Carrière
James Jacoby travaille à différents niveaux sur des documentaires ou des reportages pour des chaînes de télévision américaines. Il a commencé sa carrière en 2009 en écrivant deux documentaires pour CNBC Originals. Il a ensuite travaillé pendant cinq ans pour 60 Minutes chez CBS, où il a participé à 13 épisodes de 2010 à 2015, En 2016, il a rejoint Frontline, où il a depuis participé à 12 épisodes,,.
Ses reportages et documentaires touchent à un nombre varié de sujets, de la réforme de la police en Amérique urbaine à la vie des anciens prisonniers de Guantanamo, en passant par le recul des protections environnementales et les géants de la technologie.

## Filmographie

### Scénariste
- 2009: House of Cards
- 2010: Escape from Havana: An American Story
- 2016: Policing the Police
- 2017: Out of Gitmo
- 2017: War on the EPA
- 2018: The Facebook Dilemma: Part 1[9]
- 2018: The Facebook Dilemma: Part 2[9]
- 2020: Amazon Empire: The Rise and Reign of Jeff Bezos
- 2020: Policing the Police 2020
- 2021: The Power of the Fed
- 2023: Age of Easy Money
- 2023: Elon Musk's Twitter Takeover
- 2023: Netanyahu, America & the War in Gaza/Failure at the Fence

### Réalisateur
- 2016: Policing the Police
- 2017: Out of Gitmo
- 2017: War on the EPA
- 2018: The Facebook Dilemma: Part 1
- 2018: The Facebook Dilemma: Part 2
- 2020: Amazon Empire: The Rise and Reign of Jeff Bezos
- 2023: Age of Easy Money
- 2023: Elon Musk's Twitter Takeover
- 2023: Netanyahu, America & the War in Gaza/Failure at the Fence

## Distinctions

### Récompenses
- 2019: Peabody Awards pour l'émission Frontline[10],[11]
- 2020: Alfred I. duPont–Columbia University Award The Facebook Dilemma: Part 1[10],[12]
- 2021: Emmy Award du meilleur reportage de longue durée sur le monde des affaires et de l'économie avec Amazon Empire: The Rise and Reign of Jeff Bezos[10],[13]

Durant sa carrière, il a reçu, en association avec ses collaborateurs, plusieurs nominations et récompenses, dont l'Emmy Award du meilleur reportage de longue durée sur le monde des affaires et de l'économie avec "Amazon Empire: The Rise and Reign of Jeff Bezos.